# Urupá
Urupá est une municipalité brésilienne située dans l'État du Rondônia.